# Steinheid
Steinheid este o comună din landul Turingia, Germania.